# Xian H-20
Lo Xian H-20 (轰-20; Hōng-20; alternativamente Xian H-X) è il progetto di un bombardiere strategico stealth per la Zhongguo Renmin Jiefangjun Kongjun, destinato ad entrare in servizio in futuro.
Riportato come un progetto strategico dal Esercito popolare di liberazione (Esercito della Cina), l’aereo dovrebbe avere un disegno alare simile a quello del Northrop Grumman B-2 Spirit americano, utilizzando componenti già in produzione.
Gli analisti militari hanno previsto che questo nuovo tipo di bombardiere potrebbe entrare in servizio a partire dal 2025, ed avrebbe il compito di rimpiazzare la flotta cinese dei bombardieri Xian H-6K attualmente in servizio.

## Sviluppo
Secondo il China Daily, i responsabili militari cinesi hanno chiaramente manifestato l’intenzione di sviluppare un bombardiere strategico capace di colpire obiettivi oltre la Seconda Catena di Isole (raggio d'azione descritto nella strategia cinese della Catena di Isole), senza necessità di rifornimento in volo e con un carico bellico di almeno 10 tonnellate.